# A Babysitter's Guide to Monster Hunting
A Babysitter's Guide to Monster Hunting (bra: Manual de Caça a Monstros; prt: O Guia de Uma Babysitter Para Caçar Monstros) é um filme de horror familiar americano de 2020 dirigido por Rachel Talalay e distibuido pela Netflix. O filme foi escrito por Joe Ballarini e é baseado em sua trilogia de livro de três partes de mesmo nome. É estrelado por Tamara Smart, Oona Laurence, Tom Felton, Troy Leigh-Anne Johnson, Lynn Masako Cheng, Ty Consiglio, Ian Ho, Tamsen McDonough e Indya Moore.

## Sinopse
A história segue uma babá chamada Kelly Ferguson, que deve embarcar em uma missão para encontrar a criança sob seus cuidados, que foi sequestrada pelo Bicho-Papão. Durante esta missão, ela descobre que existe uma sociedade secreta de babás protetoras de crianças, assim como um mundo inteiro de monstros, contra os quais ela deve lutar.

## Elenco
- Tamara Smart como Kelly Ferguson
  - Isabel Birch como Kelly jovem
- Oona Laurence como Liz LeRue
- Alessio Scalzotto como Victor Colletti
- Indya Moore como Peggy Drood
- Tom Felton como Grand Guignol
- Ian Ho como Jacob Zellman
- Tamsen McDonough como Sra. Zellman
- Troy Leigh-Anne Johnson como Berna Vincent
- Lynn Masako Cheng como Cassie Zhen
- Ty Consiglio como Curtis Critter
- Ashton Arbab como Tommy
- Crystal Balint como Alexa Ferguson
- Ricky He como Jesper Huang
- Anisa Harris como Deanna
- Cameron Bancroft como Pete Ferguson
- Kelcey Mawema como Veronica Preston
- Mithila Palkar como Babá de Mumbai (India)

## Estreia
O filme teve sua estreia na Netflix em 15 de outubro de 2020.

## Recepção
No website de agregador de críticas, Rotten Tomatoes, o filme tem uma taxa de aprovação de 62% com base em 13 resenhas, com uma classificação média de 5,91/10.